# Elisa Ramírez
Elisa Ramírez Sanz (Alcira, Valencia, 2 de diciembre de 1943) es una actriz española.
Casada con el director y productor oriolano Diego Serrano en 1961.
Su presencia fue tanta en los espacios dramáticos tan habituales en la programación de teleseries como Curro Jiménez (1977) y Tristeza de amor (1986).
En cine, su momento de máximo esplendor fue al finalizar la década de los sesenta, cuando interpreta filmes como La Revoltosa (1968), de Juan de Orduña, La Celestina (1968), de César Fernández Ardavín o El hombre que se quiso matar (1970), de Rafael Gil.
Finalmente, su presencia sobre los escenarios españoles también se mantuvo más o menos constante durante dos décadas, y en ese tiempo llegó a formar su propia compañía e interpretó, entre otras obras Miles de payasos (1965) de Herb Gardner, junto a Francisco Rabal; El señor Adrián, el primo (1966), de Arniches; Don Juan Tenorio (1971), de José Zorrilla; La Malquerida (1974), de Jacinto Benavente; La Orestiada (1975), de Esquilo; La zorra y el escorpión (1977), de Alfonso Paso; Largas noches de mujer (1981), de Eduardo Quiles; Usted no es Greta Garbo (1981), de Diego Santillán; El galán fantasma (1981), de Calderón de la Barca; Juguetes para un matrimonio (1987), de Alfonso Paso, A media luz los tres (1992), El chalet de madame Renard (1993), ambas de Miguel Mihura, Salvar a los delfines (1995), de Santiago Moncada o La esposa constante (1998), de Somerset Maugham.
Desde mediados de la década de los ochenta ha espaciado sus apariciones en la escena pública, sin que haya vuelto a intervenir en cine o televisión.

## Trayectoria en TV
- Tristeza de amor   (1986)
- Veraneantes (1984)
- Teatro Estudio
  - La marquesa Rosalinda (26 de marzo de 1981)
- Teatro breve 
  - Un día de gloria (22 de enero de 1981)
- Curro Jiménez 
  - La gran batalla de Andalucía (26 de enero de 1977)
- Cuentos y leyendas 
  - La leyenda del Caballero de Olmedo (17 de octubre de 1975)
- El Teatro 
  - El cianuro ¿sólo o con leche? (1968) Y era "Estudio 1", no "El Teatro"
  - La coqueta y Don Simón (30 de diciembre de 1974)
  - El crimen al alcance de la clase media (22 de diciembre de 1974)
- Noche de teatro			
  - Dulce pájaro de juventud (12 de julio de 1974)
  - La dama de las camelias (16 de agosto de 1974)
- Los Libros		
  - Poema del Mío Cid (11 de junio de 1974)
- Ficciones	
  - La huella del tiempo (26 de enero de 1974)
- Los tres mosqueteros (1971)
- Teatro de misterio 			
  - El gato y el canario (10 de agosto de 1970)
- Hora once 
  - Los disecados (17 de enero de 1970)
- Las doce caras de Juan 
  - Estreno (7 de octubre de 1967)
  - Capricornio (16 de diciembre de 1967)
- Doce cuentos y una pesadilla 
  - Soñar acaso (9 de septiembre de 1967)
- La pequeña comedia 			
  - Cuando ellas quieren ser (26 de marzo de 1966)
  - En el bar (1 de abril de 1968)
- Historias para no dormir 
  - La cabaña (1 de enero de 1966)
- Estudio 1 
  - Carlota (15 de diciembre de 1965)
  - La boda de la chica (23 de febrero de 1966)
  - El último mono (6 de julio de 1966)
  - El viaje infinito (31 de agosto de 1966)
  - La vida en un hilo (13 de septiembre de 1967)
  - El patio (4 de octubre de 1967)
  - El cianuro ¿solo o con leche? (14 de mayo de 1968)
  - Las ratas suben a la ciudad (4 de junio de 1970)
  - ¿Quién soy yo? (23 de marzo de 1973)
  - Las mujeres sabias (1974)
  - El aprendiz de amante (4 de agosto de 1975)
  - El solar de mediacapa (20 de abril de 1980)
  - La dama boba (28 de septiembre de 1980)
  - La moza del cántaro (9 de enero de 1981)
  - Un marido ideal (22 de noviembre de 1982)
- Tras la puerta cerrada 
  - La botella (21 de junio de 1965)
- Teatro de humor 			
  - La venganza de la Petra (6 de junio de 1965)
- Confidencias 
  - La casa de Don Eugenio (30 de mayo de 1965)
- Teatro de familia			
  - Diez hombres con miedo (21 de abril de 1964)
  - Los maletillas (7 de octubre de 1964)
- Primera fila 
  -  Desde los tiempos de Adán (21 de abril de 1965)
  -  Con la vida del otro (15 de abril de 1964)
- Novela
  - Dos mujeres (2 de diciembre de 1963)
  - El fantasma de Canterville (3 de agosto de 1964)
  - Tus amigos no te olvidan (1 de septiembre de 1964)
  - La profesión de Carlos Báez (30 de junio de 1965)
  - Graciella (15 de agosto de 1965)
  - Perfectamente lógico (20 de septiembre de 1965)
  - La casa de la Troya (20 de diciembre de 1965)
  - Casta de hidalgos (16 de enero de 1967)
  - La guerrilla (5 de junio de 1967)
  - La muerte ríe (17 de julio de 1967)
  - David Copperfield (15 de diciembre de 1969)
  - El río que nace en junio (27 de julio de 1970)
  - Shirley (28 de febrero de 1972)
  - Semblanza de una dama (26 de agosto de 1974)
  - Olivia (14 de marzo de 1977)

## Trayectoria en Cine
- Memorias del General Escobar (1984) de José Luis Madrid
- Adulterio a la española (1976) de Arturo Marcos
- El señor está servido (1975) de Sinesio Isla
- Celos, amor y Mercado Común (1973) de Alfonso Paso
- El hijo del Zorro (1973) de Gianfranco Baldanello
- El hombre que se quiso matar (1970) de Rafael Gil
- La Celestina (1969) de César Fernández Ardavín
- La revoltosa (1968) de Juan de Orduña
- Un día es un día (1968) de Francisco Prósper
- La mujer de otro (1967) de Rafael Gil
- Soy leyenda (1966, mediometraje) de Mario Gómez Martín
- Querido profesor (1966) de Javier Setó
- La familia y uno más (1965) de Fernando Palacios
- Platero y yo (1965) de Alfredo Castellón
- Llegar a más (1963) de Jesús Fernández Santos

- Datos: Q5829555